# Monarkomaker
Monarkomaker (monarkbekämpare, av grekiskansk monarchos = envåldshärsakre och mache = strid), en strömning i den politiska filosofin under 1500-talet och 1600-talet i Frankrike och Spanien, som är en föregångare till idén om samhällskontraktet.
Tankeströmningen uppstod i Frankrike i slutet av 1500-talet hos ett antal författare som bekämpade den absoluta furstemaktens princip. Hit hörde hugenotterna François Hotman, Theodor Beza och pseudonymen Junius Brutus, som utgav Vindiciæ contra tyrannos. Bland katolska monarkomaker märks William Reynolds och Bourcher. Traditionen fördes senare vidare av skotten George Buchanan och den spanske jesuiten Juan de Mariana samt i början av 1600-talet av Johannes Althusius.
Monarkomakerna hävdade att den ursprungliga suveräniteten tillkommer folket, ("populi majestas"). Folket representeras av ständerförsamlingen. Furstemakten vilar på ett fördrag mellan furste och folk: bryter kungen fördraget, är folket berättigat aktivt motstånd. Monarkomakernas statslära uppvisar en blandning av feodalrättsliga, romersk-rättsliga och gammaltestamentliga tankemotiv.